# Sébastien Lenté
Sébastien Lenté (ur. 12 stycznia 1985 w Saint-Quentin) – francuski wioślarz.

## Osiągnięcia
- Mistrzostwa Świata Juniorów – Ateny 2003 – ósemka – 5. miejsce[1].
- Mistrzostwa Świata U-23 – Amsterdam 2005 – ósemka – 9. miejsce[1].
- Mistrzostwa Świata U-23 – Hazewinkel 2006 – ósemka – 10. miejsce[1].
- Mistrzostwa Świata – Monachium 2007 – ósemka – 11. miejsce[1].
- Mistrzostwa Europy – Ateny 2008 – ósemka – 1. miejsce[1].
- Mistrzostwa Świata – Linz 2008 – dwójka ze sternikiem – 2. miejsce[1].
- Mistrzostwa Świata – Poznań 2009 – dwójka ze sternikiem – 5. miejsce[1].
- Mistrzostwa Europy – Brześć 2009 – ósemka – 3. miejsce[1].
- Mistrzostwa Europy – Montemor-o-Velho 2010 – dwójka bez sternika – 4. miejsce[1].